# Liste der Kulturdenkmale in Hochdonn
In der Liste der Kulturdenkmale in Hochdonn sind alle Kulturdenkmale der schleswig-holsteinischen Gemeinde Hochdonn (Kreis Dithmarschen) aufgelistet (Stand: 10. März 2025).

## Legende
In den Spalten befinden sich folgende Informationen:
- Objekt-ID: die Nummer des Kulturdenkmales
- Lage: die Adresse des Kulturdenkmales und die geographischen Koordinaten. Kartenansicht, um Koordinaten zu setzen. In der Kartenansicht sind Kulturdenkmale ohne Koordinaten mit einem roten Marker dargestellt und können in der Karte gesetzt werden. Kulturdenkmale ohne Bild sind mit einem blauen Marker gekennzeichnet, Kulturdenkmale mit Bild mit einem grünen Marker.
- Offizielle Bezeichnung: Bezeichnung des Kulturdenkmales
- Beschreibung: die Beschreibung des Kulturdenkmales
- Bild: ein Bild des Kulturdenkmales

## Bauliche Anlagen
| Objekt-ID     | Lage                                           | Offizielle Bezeichnung | Beschreibung | Bild                             |
| ------------- | ---------------------------------------------- | ---------------------- | --- | -------------------------------- |
| 3960 Wikidata | Nord-Ostsee-Kanal (54° 0′ 58″ N, 9° 17′ 51″ O) | Eisenbahnhochbrücke    | Alteintragung (Aktualisierung vorgesehen) - Begründung: Alteintragung (Aktualisierung vorgesehen) - Schutzumfang: Alteintragung (Aktualisierung vorgesehen) - Denkmaltyp: Bauliche Anlage | weitere Fotos \| Fotos hochladen |
| 6445 Wikidata | Südseite 8 (54° 1′ 0″ N, 9° 18′ 0″ O)          | Windmühle „Aurora“     | Windmühle Aurora; 1883; ursprünglich Kellerholländer, Umbau zu Gallerieholländer, achteckiger, hartgedeckter Mühlenrumpf auf Unterbau aus Backstein, erneuertes Stahlflügelkreuz, östlicher Lagerschuppenanbau - geschichtlich, Kulturlandschaft prägend - Schutzumfang: Windmühle „Aurora“ - Denkmaltyp: Bauliche Anlage | weitere Fotos \| Fotos hochladen |

## Quelle
- Liste der Kulturdenkmale in Schleswig-Holstein – Kreis Dithmarschen (PDF)

- Karte mit allen Koordinaten:
- OSM |
- WikiMap